# Роза Тайлер
Роза Марион Тайлер (англ. Rose Marion Tyler, род. 27 апреля 1986 года) — персонаж британского научно-фантастического телесериалa «Доктор Кто», сыгранный британской певицей и актрисой Билли Пайпер. Впервые появляется в серии «Роза». Сыграв постоянную спутницу Доктора в двух сезонах, Билли Пайпер покинула сериал, но вернулась в 4 сезоне, чтобы завершить историю своего персонажа; в общей сложности, появляется в 33 сериях и одной мини-серии телесериала.

## История создания
24 марта 2004 в пресс-релизе BBC обнародовано имя первой спутницы Девятого Доктора — Роза Тайлер.
Кастинг проходил 24 мая 2004. На роль пробовалась актриса Джорджия Моффет, дочь актёра Питера Дейвисона, игравшего пятое воплощение Доктора. Но вместо неё взяли актрису и поп-певицу Билли Пайпер, хотя, впоследствии, Джорджия появилась в Сезоне 4 (2008) в серии «Дочь Доктора».
Расселл Ти Дейвис часто даёт своим персонажам одинаковые фамилии, и это также коснулось и Розы Тайлер. Например, в романе «Испорченный товар» фигурирует семья Тайлеров, в фильме «Откровения» есть персонаж по имени Рут Тайлер, в сериале «Близкие друзья» — Винс Тайлер, а также в сериале «Второе пришествие» — Джонни Тайлер.

## История персонажа
28-го апреля 1987 у Пита и Джекки Тайлер родилась дочь — Роза. Она очень не любила школу, но входила в гимнастическую команду и выиграла на соревнованиях бронзовую медаль. Такая нелюбовь к школе сказалась на её последующей жизни — Роза не получила высшего образования, устроилась на работу в универмаг одежды и осталась жить с матерью в спальном квартале Лондона.

### Первая встреча с Доктором
Первая встреча Доктора и Розы Тайлер проходит достаточно необычно. Она является первой для Розы и последней для Десятого Доктора. В конце своей жизни Десятый Доктор решает навестить всех своих спутников, и чтобы повидаться с Розой, он прилетает на Новый Год 2005, когда Роза ещё не встретила его девятое воплощение. Спрятавшись в тени, чтобы Роза впоследствии его не узнала, Доктор говорит ей, что её ждёт замечательный год, на что Роза улыбается и отвечает «Увидимся!».

### Знакомство с Доктором
Следующая встреча Доктора и Розы происходит уже в марте. Роза после закрытия здания оказывается одна в подвале, окружённая ожившими манекенами. Её спасает странный человек, называющий себя «Доктором». Он помог ей выбраться из здания, пояснив, что ожили не только манекены, но и весь пластик. После этого они ещё раз случайно встретились, и Роза помогла Доктору изгнать Сознание Нестин, управляющее пластиком. Также она узнала, что у Доктора есть транспорт — ТАРДИС, машина для перемещений в пространстве и времени. Девушка понравилась Доктору, и он предложил пойти с ним путешествовать. Сначала она отказалась, отговариваясь тем, что нужна матери и Микки, но когда узнала, что ТАРДИС вполне может перемещаться и во времени, не смогла удержаться и согласилась.

### Девятый Доктор
В начальных сериях первого сезона Роза только осваивается в совершенно новом для себя мире. Так, во второй серии Доктор показывает ей гибель Земли, что шокирует девушку. Но она быстро привыкает к инопланетным расам, скачкам во времени и неминуемой опасности в каждом путешествии. Постепенно она все больше сближается с Доктором, узнавая о нём удивительные вещи. На протяжении всего сезона, куда бы ни попали наши герои, им встречаются загадочные слова «Злой волк», в разной форме, на разных языках, но они неизменно повторяются. В последней серии, наконец, это проясняется. В далеком будущем им грозит гибель, и Доктор отправляет свою спутницу в её время вместе с ТАРДИС. Роза понимает, что её жизнь без Доктора была совершенно бессмысленна, о чём и говорит своей матери. Чтобы вернуться и попытаться спасти Доктора, она заглядывает в сердце ТАРДИС, позволяя временной воронке войти в своё сознание. Она прибывает в будущее в кульминационный момент, уничтожая всех врагов, воскресив капитана Джека Харкнесса. Роза говорит, что она и есть тот самый «Злой волк» и что именно она и оставляет знаки на их с Доктором пути. Но временная воронка опасна для человека, и Доктор «изымает» её поцелуем из Розы, тем самым спасая её от смерти. Роза теряет сознание после поцелуя. От того, что Доктор принял в себя всю энергию, он регенерирует в Десятого Доктора.

### Десятый Доктор
После регенерации отношения Доктора и Розы переходят на новый уровень. Роза явно ревнует Доктора к другим девушкам. С Десятым Доктором она побывала на Новой Земле, в Шотландии викторианской эпохи, встретила Мадам де Помпадур, а также бывшую спутницу Доктора — Сару Джейн Смит. Когда Доктор, Роза и Микки случайно попали в параллельную вселенную, то обнаружилось, что там отец Розы всё ещё жив. Вместе с ним они остановили киберлюдей. Позднее они попадают в 50-е года XX века, на планету, вращающуюся вокруг чёрной дыры, и в 2012 год на летние Олимпийские игры в Лондоне.

### Торчвуд
Роза и Доктор возвращаются в 2007 год и их ждут не самые приятные события. По всей Земле бродят призраки, а Доктора берёт в плен организация Торчвуд. Позднее выясняется, что Торчвуд, сам того не желая, впустил на Землю из параллельной Вселенной киберлюдей под видом призраков и четырёх далеков — культ Скаро. Далеки выпускают из миниатюрной тюрьмы миллионы далеков, пленённых повелителями времени. Доктор находит выход, как покончить с киберлюдьми и далеками навсегда. Он объясняет, что все живые существа пересёкшие Пустоту между Вселенными «заражены» и если он откроет брешь между мирами, то киберлюдей и далеков засосёт в Пустоту, а затем брешь навсегда закроется. Роза тоже «заражена», поэтому ей придется спрятаться в параллельном мире. Роза отказалась и вместо семьи она выбрала Доктора. Вместе они открывают брешь и держатся за пару магнитных фиксаторов, пока киберлюдей и далеков затягивает внутрь. Неожиданно рычаг Розы, удерживающий открытие бреши, соскальзывает. Она возвращает его на исходную позицию, но теряет опору. Перед тем, как Розу засосет в Пустоту, появляется её отец, который ловит её и перемещает в свой мир. Через мгновение брешь закрывается, навсегда запирая Розу в параллельном мире.
Через некоторое время Розе снится сон, в котором её зовет Доктор. Семья Тайлеров следует за голосом в Залив Злого волка, отдаленную бухту в Норвегии. Там они видят голографический образ Доктора, который решил попрощаться с Розой через одну из последних брешей между мирами. Роза признается Доктору в любви, но когда он хочет ей ответить, брешь закрывается.

### Возвращение
В четвёртом сезоне брешь между параллельными Вселенными снова открывается, и Роза может вернуться обратно в свой мир. Она попадает в параллельный мир, созданный Донной, в виде призрака и даёт ей советы как поступать. Она помогает Доктору в третий раз победить далеков и спасти Вселенную. Из-за событий серии «Конец путешествия» Доктор оставляет Розе в параллельной Вселенной своего получеловеческого двойника, выросшего из его отрезанной руки.

### Семья и личная жизнь
Родители Розы — Жаклин Андре (Джекки) и Питер Алан (Пит) Тайлер. Питер родился 15 сентября 1954, умер 7 ноября 1987 года. Как выясняется в серии «День отца», его сбила машина, когда он шёл на свадьбу к друзьям. В серии «Судный день» Джекки встретила Пита из параллельной Вселенной, и они решили начать всё сначала. Позже у них родится сын Тони.
У Розы также есть дедушка по материнской линии — дедушка Брэндис. Он умер в 1997 году от сердечного приступа.
В первом сезоне Роза встречалась с другом детства — Микки Смитом. Но когда она встретила Доктора, они стали постепенно отдаляться, и между ними не осталось ничего кроме дружбы. Также в серии «Пустой ребёнок» с ней флиртовал капитан Джек Харкнесс, но потом у них сложились чисто дружеские отношения. После регенерации Девятого Доктора в Десятого Роза окончательно полюбила его, и это было видно на протяжении всего второго сезона.
В конце четвёртого сезона Доктор оставляет Розе своего человеческого двойника, чтобы он смог состариться и умереть вместе с ней.
В специальном выпуске, посвященному юбилею сериала, «День Доктора», супер-оружие Повелителей Времени «Момент», развило сознание, которое приняло форму Злого Волка, созданное усилиями Розы Тайлер и ТАРДИС в первом сезоне перезапуска.
Известно из комиксов, после воссоединения Доктора и Роуз, "человеческий" Доктор сменил имя на Джон Смит. Джон и Роуз поженились, в браке родилась дочь Миа, примерно в 2012 году.
Миа может быть Повелителем человеческого времени мета-кризис (ранее Донна Ноубл ).

## Награды
Список наград и номинаций Билли Пайпер за роль Розы Тайлер:

### Награды
- 2005: National Television Awards — «Самая популярная актриса»
- 2005: BBC Face Of The Year — «Лицо года»
- 2005: BBC Drama Awards — «Лучшая актриса»
- 2006: The South Bank Show Awards — «Восходящий талант»
- 2006: TV Choice/TV Quick Awards — «Лучшая актриса»
- 2006: National Television Awards — «Самая популярная актриса»
- 2006: BBC Drama Awards — «Лучшая актриса»
- 2006: Tric Awards — «Самый талантливый прорыв»
- 2006: GQ Magazine Awards — «Женщина года»
- 2006: BBC Drama Awards — «Уход года»

### Номинации
- 2006: Broadcasting Press Guild Awards — «Лучшая актриса»
- 2006: BAFTA Cymru Awards — «Лучшая актриса»

## Появления в «Докторе Кто»

### Серии
| Номер | #  | серия                | Оригинальное название   | Сценарист         | Режиссёр     | Дата выхода    | Код  |
| ----- | -- | -------------------- | ----------------------- | ----------------- | ------------ | -------------- | ---- |
| 157   | 1  | Роза                 | Rose                    | Расселл Ти Дейвис | Кейт Боук    | 26 марта 2005  | 1.1  |
| 158   | 2  | Конец света          | The End of the World    | Расселл Ти Дейвис | Еврос Лин    | 2 апреля 2005  | 1.2  |
| 159   | 3  | Беспокойный мертвец  | The Unquiet Dead        | Марк Гатисс       | Еврос Лин    | 9 апреля 2005  | 1.3  |
| 160a  | 4  | Пришельцы в Лондоне  | Aliens of London        | Расселл Ти Дейвис | Кейт Боук    | 16 апреля 2005 | 1.4  |
| 160b  | 5  | Третья Мировая война | World War Three         | Расселл Ти Дейвис | Кейт Боук    | 23 апреля 2005 | 1.5  |
| 161   | 6  | Далек                | Dalek                   | Роберт Ширман     | Джо Ахерн    | 30 апреля 2005 | 1.6  |
| 162   | 7  | Долгая игра          | The Long Game           | Расселл Ти Дейвис | Брайан Грант | 7 мая 2005     | 1.7  |
| 163   | 8  | День отца            | Father’s Day            | Пол Корнелл       | Джо Ахерн    | 14 мая 2005    | 1.8  |
| 164а  | 9  | Пустой ребёнок       | The Empty Child         | Стивен Моффат     | Джеймс Хоуз  | 21 мая 2005    | 1.9  |
| 164b  | 10 | Доктор танцует       | The Doctor Dances       | Стивен Моффат     | Джеймс Хоуз  | 28 мая 2005    | 1.10 |
| 165   | 11 | Расцветающий город   | Boom Town               | Расселл Ти Дейвис | Джо Ахерн    | 4 июня 2005    | 1.11 |
| 166а  | 12 | Плохой Волк          | Bad Wolf                | Расселл Ти Дейвис | Джо Ахерн    | 11 июня 2005   | 1.12 |
| 166b  | 13 | Пути расходятся      | The Parting of the Ways | Расселл Ти Дейвис | Джо Ахерн    | 18 июня 2005   | 1.13 |

### Специальные выпуски (2005)
| Номер | # | серия                    | Оригинальное название        | Сценарист         | Режиссёр    | Дата выхода     | Код |
| ----- | - | ------------------------ | ---------------------------- | ----------------- | ----------- | --------------- | --- |
| -     | 0 | Доктор Кто: Дети в нужде | Doctor Who: Children in Need | Расселл Ти Дейвис | Еврос Лин   | 18 ноября 2005  | CIN |
| 167   | 0 | Рождественское вторжение | The Christmas Invasion       | Расселл Ти Дейвис | Джеймс Хоуз | 25 декабря 2005 | 2.X |

### Сезон 2 (2006)
| Номер | #  | серия                | Оригинальное название     | Сценарист         | Режиссёр      | Дата выхода    | Код  |
| ----- | -- | -------------------- | ------------------------- | ----------------- | ------------- | -------------- | ---- |
| 168   | 1  | Новая Земля          | New Earth                 | Расселл Ти Дейвис | Джеймс Хоуз   | 15 апреля 2006 | 2.1  |
| 169   | 2  | Клык и коготь        | Tooth and Claw            | Расселл Ти Дейвис | Еврос Лин     | 22 апреля 2006 | 2.2  |
| 170   | 3  | Встреча в школе      | School Reunion            | Тоби Уитхауз      | Джемс Хоуз    | 29 апреля 2006 | 2.3  |
| 171   | 4  | Девушка в камине     | The Girl in the Fireplace | Стивен Моффат     | Еврос Лин     | 6 мая 2006     | 2.4  |
| 172а  | 5  | Восстание киберлюдей | Rise of the Cybermen      | Том Макрэй        | Грем Харпер   | 13 мая 2006    | 2.5  |
| 172b  | 6  | Век стали            | The Age of Steel          | Том МакРэй        | Грем Харпер   | 20 мая 2006    | 2.6  |
| 173   | 7  | Фонарь идиота        | The Idiot’s Lantern       | Марк Гатисс       | Еврос Лин     | 27 мая 2006    | 2.7  |
| 174а  | 8  | Невозможная планета  | The Impossible Planet     | Мэтт Джонс        | Джеймс Стронг | 3 июня 2006    | 2.8  |
| 174b  | 9  | Темница Сатаны       | The Satan Pit             | Мэтт Джонс        | Джеймс Стронг | 10 июня 2006   | 2.9  |
| 175   | 10 | Любовь и монстры     | Love & Monsters           | Расселл Ти Дейвис | Дэн Зефф      | 17 июня 2006   | 2.10 |
| 176   | 11 | Бойся её             | Fear Her                  | Мэттью Грэхэм     | Еврос Лин     | 24 июня 2006   | 2.11 |
| 177a  | 12 | Армия призраков      | Army of Ghosts            | Расселл Ти Дейвис | Грем Харпер   | 1 июля 2006    | 2.12 |
| 177b  | 13 | Судный день          | Doomsday                  | Расселл Ти Дейвис | Грем Харпер   | 8 июля 2006    | 2.13 |

### Сезон 4 (2008—2010)
| Номер | #     | серия             | Оригинальное название | Сценарист         | Режиссёр      | Дата выхода   | Код        |
| ----- | ----- | ----------------- | --------------------- | ----------------- | ------------- | ------------- | ---------- |
| 189   | 1     | Соучастники       | Partners in Crime     | Расселл Ти Дейвис | Джеймс Стронг | 5 апреля 2008 | 4.1        |
| 197   | 11    | Поверни налево    | Turn Left             | Расселл Ти Дейвис | Грем Харпер   | 21 июня 2008  | 4.11       |
| 198a  | 12    | Украденная Земля  | The Stolen Earth      | Расселл Ти Дейвис | Грем Харпер   | 28 июня 2008  | 4.12       |
| 198b  | 13    | Конец путешествия | Journey’s End         | Расселл Ти Дейвис | Грем Харпер   | 5 июля 2008   | 4.13       |
| 202   | 17-18 | Конец Времени     | The End of Time       | Расселл Ти Дейвис | Еврос Лин     | 1 января 2010 | 4.17, 4.18 |

### Специальный выпуск к 50-летию сериала
| Номер | #                  | серия        | Оригинальное название | Сценарист     | Режиссёр   | Дата выхода    | Код |
| ----- | ------------------ | ------------ | --------------------- | ------------- | ---------- | -------------- | --- |
| 240   | 1 серия (77 минут) | День Доктора | The Day of the Doctor | Стивен Моффат | Ник Харран | 23 ноября 2013 |     |

### Романы
| Название                | Оригинальное название         | Автор           | Дата выхода      | Аудиоверсия    |
| ----------------------- | ----------------------------- | --------------- | ---------------- | -------------- |
| Часовой человек         | The Clockwise Man             | Джастин Ричардс | 19 мая 2005      |                |
| Монстры внутри          | The Monsters Inside           | Стефен Коул     | 19 мая 2005      |                |
| Победитель получает всё | Winner Takes All              | Джаклин Райнер  | 19 мая 2005      |                |
| Аномальный источник     | The Deviant Strain            | Джастин Ричардс | 8 сентября 2005  |                |
| Всего лишь человек      | Only Human                    | Гэрет Робертс   | 8 сентября 2005  |                |
| Воры грёз               | The Stealers of Dreams        | Стив Лионс      | 8 сентября 2005  |                |
| Каменная Роза           | The Stone Rose                | Джаклин Райнер  | 13 апреля 2006   | Дэвид Теннант  |
| Пир утопленников        | The Feast of the Drowned      | Стефен Коул     | 13 апреля 2006   | Дэвид Теннант  |
| Воскрешающая гробница   | The Resurrection Casket       | Джастин Ричардс | 13 апреля 2006   | Дэвид Теннант  |
| Кошмар чёрного острова  | The Nightmare of Black Island | Майк Такер      | 21 сентября 2006 | Энтони Хид     |
| Искусство уничтожения   | The Art of Destruction        | Стефен Коул     | 21 сентября 2006 | Дон Варрингтон |
| Цена рая                | The Price of Paradise         | Колин Брейк     | 21 сентября 2006 | Шон Дингвалл   |

## Влияние
Мэтью Грэм, создатель сериала «Жизнь на Марсе», при выборе имени для главного героя попросил помощи у своей дочери. Она предложила вариант «Сэм Тайлер». Только впоследствии Грэм выяснил, что дочь взяла такую фамилию в честь Розы Тайлер.